# Warmbad-Judendorf
Warmbad-Judendorf ist ein Stadtteil im Süden der Stadt Villach in Kärnten, Österreich, der sich auf einer Fläche von 914 ha erstreckt.

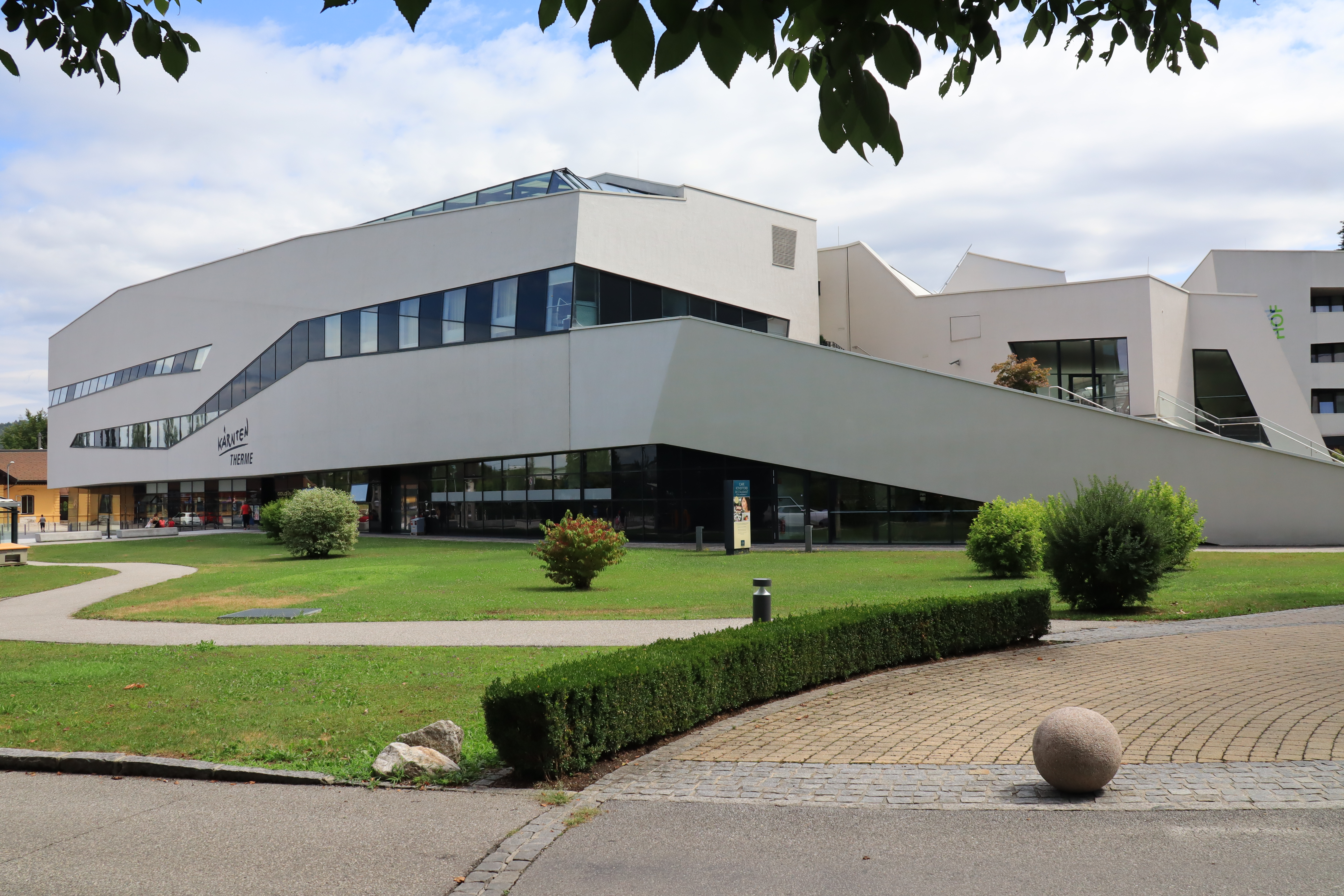
Neubau der Therme

## Allgemeines und Bedeutung
Warmbad ist ein Kurort mit einem Thermalbad und mehreren Hotels, vor allem Kurhotels, einer Privatklinik und einem Bahnhof.
Am Bahnhof Villach Warmbad halten Regionalzüge, die Triebwagen der Linie S2 der S-Bahn Kärnten sowie Regional- und Stadtbusse. Die Verbindungen sind in den Verkehrsverbund Kärnten integriert. Etwas südlich von Warmbad verzweigt die Bahnstrecke dann Richtung Faaker See – Rosenbach und weiter nach Slowenien einerseits sowie über Fürnitz (Großverschiebebahnhof) und Arnoldstein Richtung Tarvisio (weiter über die Pontebbana oder durchs Gailtal über die Gailtalbahn nach Hermagor) andererseits. In Richtung Norden führt die Bahnlinie über den Villacher Westbahnhof nach Villach Hbf.
Im Stadtteil Warmbad befindet sich unter anderem die Kärntner Tourismusschule und die Fachberufsschule für Tourismus.
In der Nähe von Warmbad fließt das Maibachl, das nur nach ergiebigen Niederschlägen Wasser führt. Im Bachbett wurde ein großes, ca. einen Meter tiefes Becken ausgehoben, in dem man baden kann.
Im Kurpark der Kärnten Therme endet der Gailtaler Höhenweg Nr. 229 entlang des Drauzuges. Von der Villacher Alpe führt der Fernwanderweg Julius Kugy Alpine Trail, Etappe 30 (ÖAV/Landesverband Kärnten) durch den Park und über Faak am See zur Bertahütte. 
Judendorf weist mit einigen Bauernhöfen einen eher ländlichen Charakter auf.
Durch den Ort führt die Europastraße 86. Warmbad-Judendorf hat 1445 Einwohner, die in 705 Haushalten leben (Stand 2006). In der Umgebung liegt der Naturpark Dobratsch.

## Das Thermalbad
Die Römer bauten in Warmbad ein kleines Becken. Im 19. Jahrhundert wurde eine Badeanstalt mit getrennten Teilen für Männer und Frauen errichtet, Mitte des 20. Jahrhunderts ein Einheitsbad. Gleichzeitig wurde das nördlich gelegene Quellbecken in einem separaten Haus errichtet, der untere Teil wurde zu einer Familientherme, weitere Umbauten folgten. In den 1990er Jahren erfolgte der bisher letzte größere Umbau: Die Röhrenrutsche wurde durch eine breitere Rutsche ersetzt.

### Aktueller Ausbau
Aufgrund inländischer Konkurrenz und eines nicht mehr zeitgemäßen Angebots wurde ein Neubau immer nötiger. Er wurde 2005 angekündigt. Der Baubeginn verschob sich von Ende 2007 auf 2009, nachdem der Entwurf Anfang 2007 bei einem Architektenwettbewerb ermittelt worden war. Nach der Fertigstellung will man vor allem Kunden aus dem Alpen-Adria-Raum ansprechen. Im August 2008 sorgte ein Bericht für Schlagzeilen, dass das Land Kärnten zusammen mit der Therme Erding eine große, auf Erlebnis ausgelegte Therme bauen werde. Als Platz wurde dafür Federaun gewählt, nur einen Kilometer von der geplanten Therme entfernt.
Im Februar 2010 wurde dann in Warmbad mit dem Abriss der Familientherme und eines angrenzenden Hotels der Weg für einen kompletten Neubaukomplex, bestehend aus Therme und angeschlossenem Hotel frei gemacht, die im Sommer 2012 eröffnet wurden. In direkter Nachbarschaft gibt es derzeit auch noch das Urquellbecken, welches von den Umbauarbeiten nicht betroffen war. Von dem Hotel führen direkte Übergänge in die Therme und zum Urquellbecken mit Kurzentrum.
In der neugebauten Therme sind nun unter einem Dach ein Sportschwimmbecken, Erlebnispools mit unterschiedlichen Massagesprudeln sowie verschiedene Saunen, Dampfbäder und ein Fitnesscenter untergebracht.

## Judendorf
In Judendorf befindet sich die Genottehöhe mit einem ehemaligen Aussichtsrestaurant. Im Südwesten des Ortsteils befindet sich der Tscheltschnigkogel, ein östlicher Ausläufer des Dobratsch, mit der ausgegrabenen spätantiken und befestigten Höhensiedlung.
Mit dem International Daycare Center ist eine von zwei internationalen Kinderbetreuungseinrichtung Villachs direkt im Ortszentrum von Judendorf angesiedelt.

## Persönlichkeiten
- Alois Ludwig Walter (1820–1900), Badewirt in Warmbad und Politiker

## Ansichten von Warmbad-Judendorf

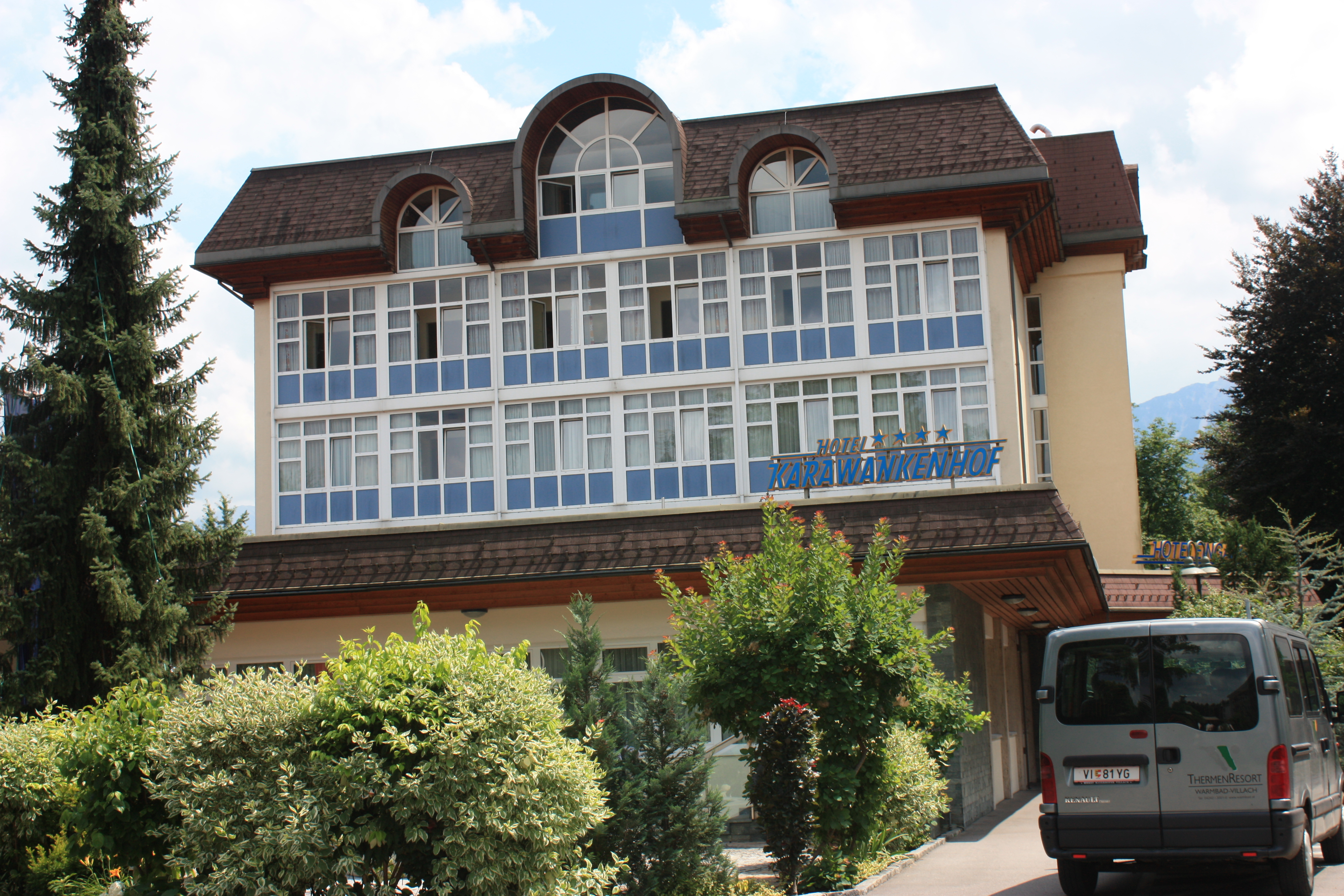
Der alte Karawankenhof
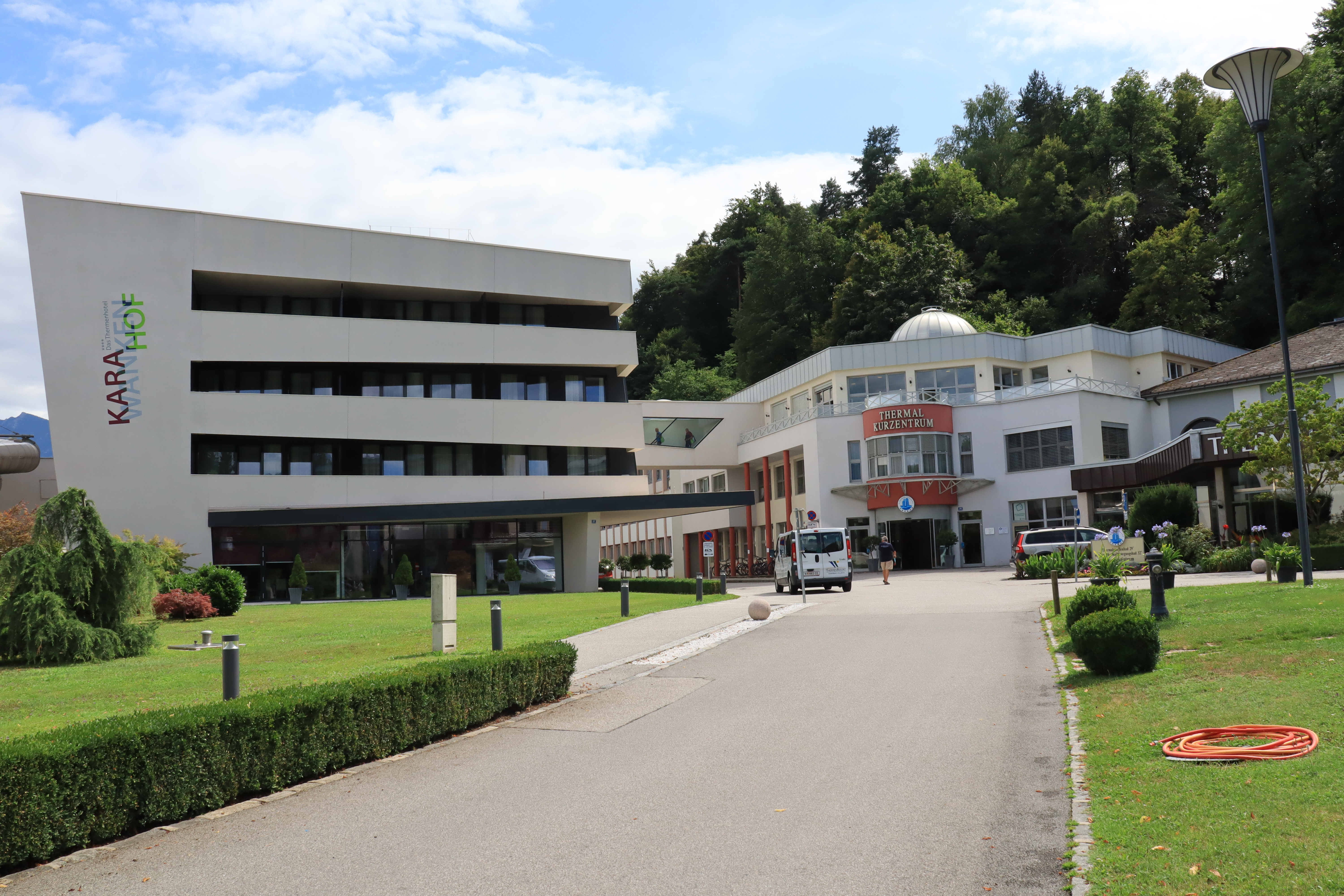
Karawankenhof Neubau
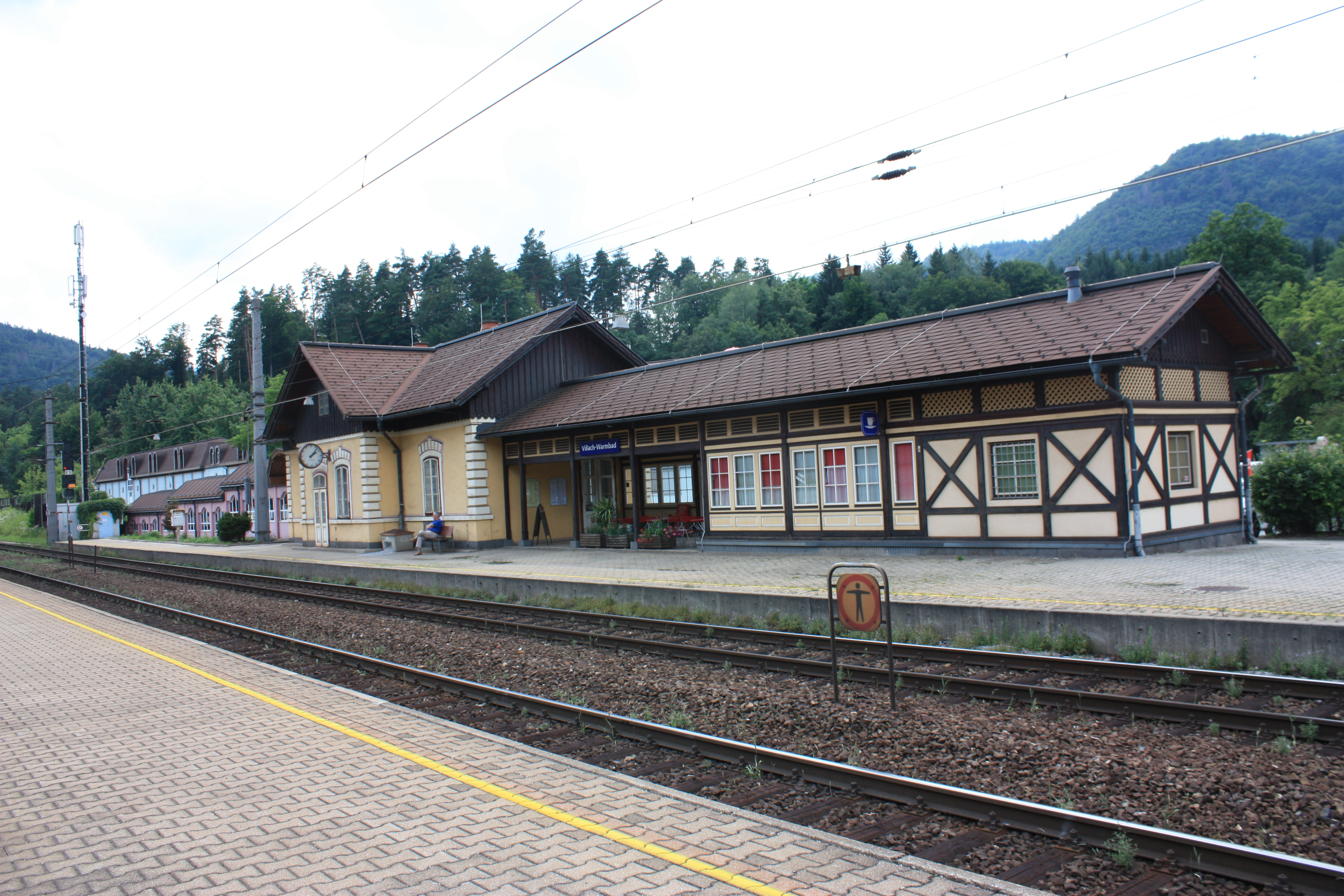
Bahnhof in Warmbad
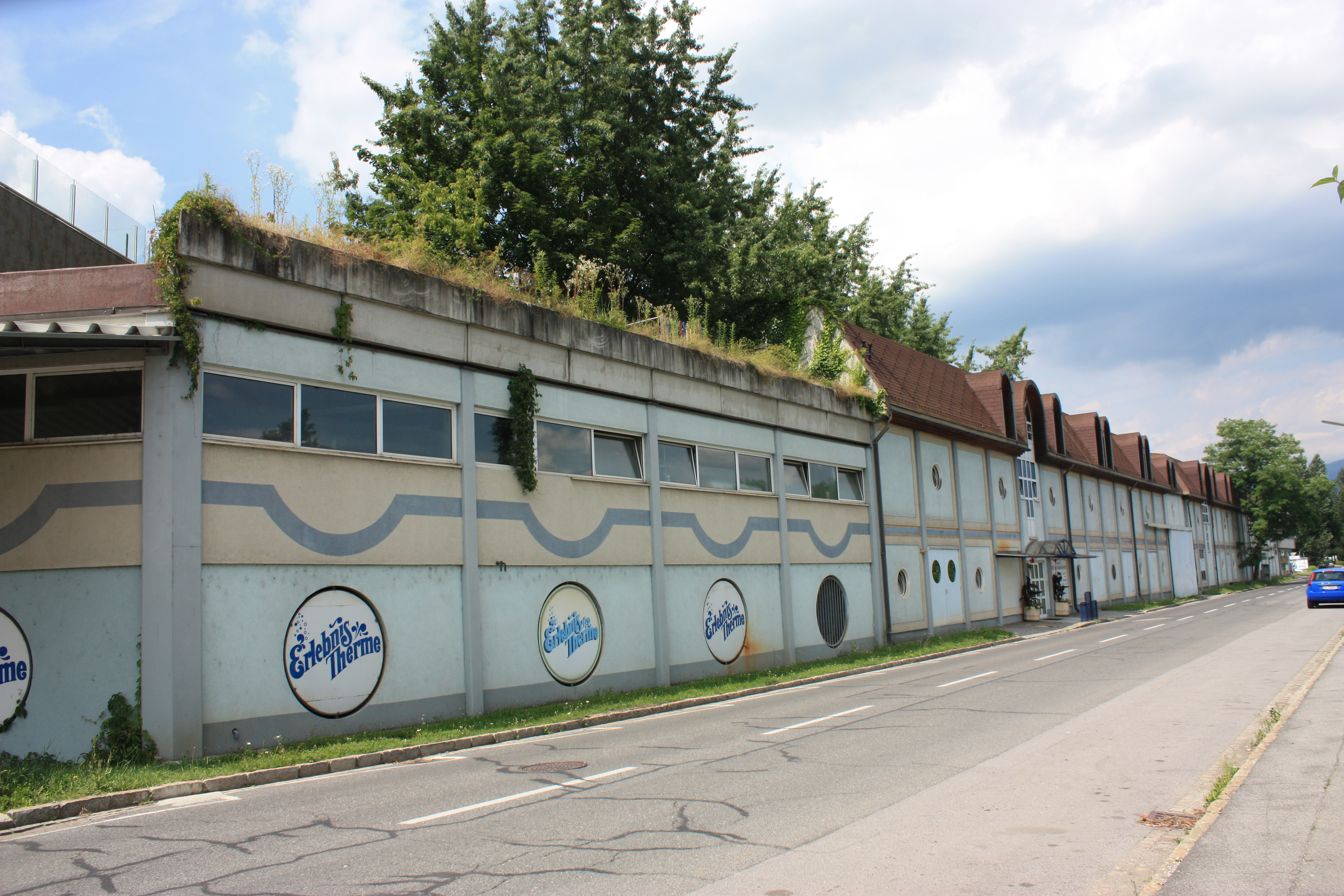
Die alte Erlebnistherme Warmbad
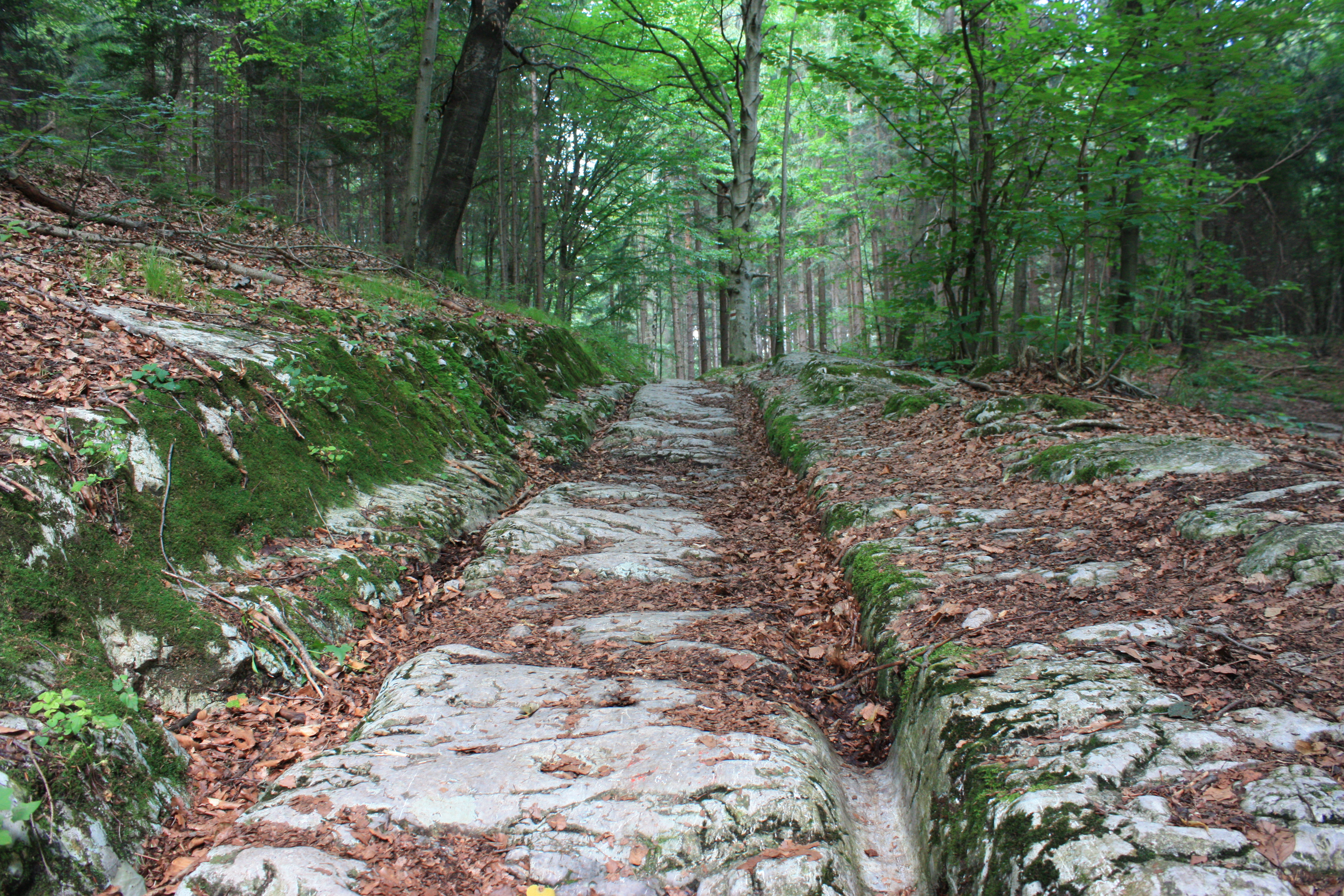
Römerstraße nördlich von Warmbad
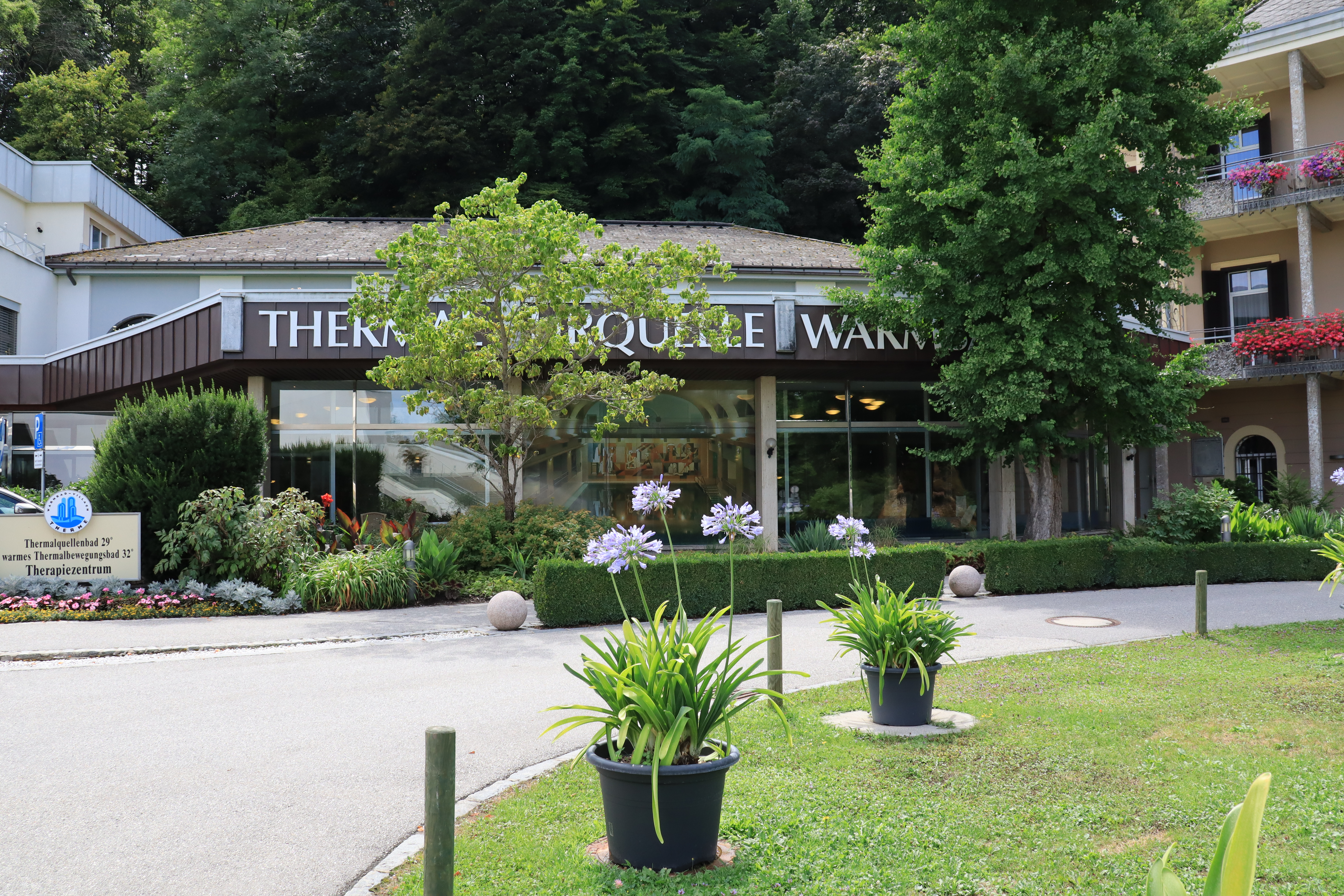
Thermal Urquelle Warmbad
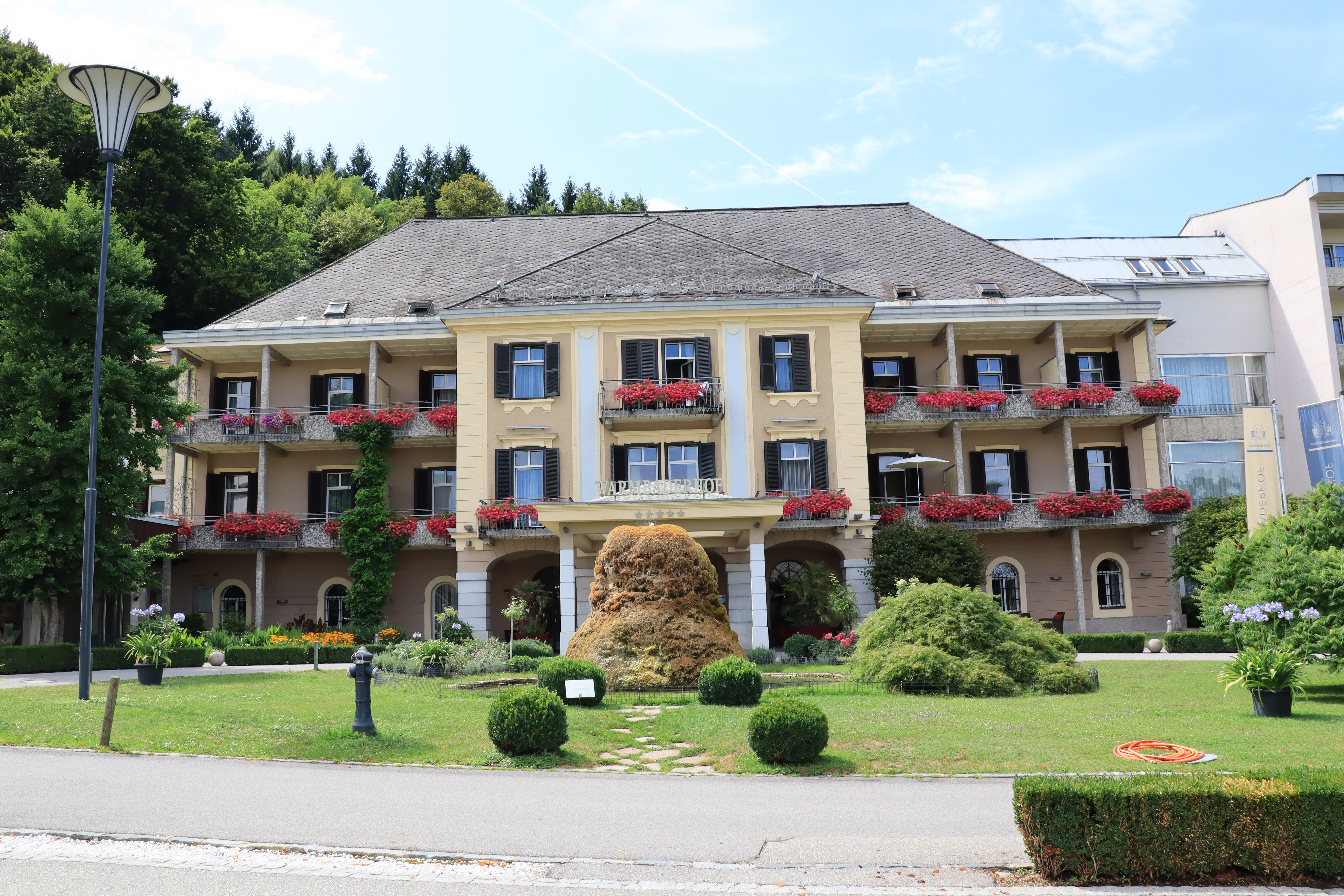
Warmbaderhof Vorderseite
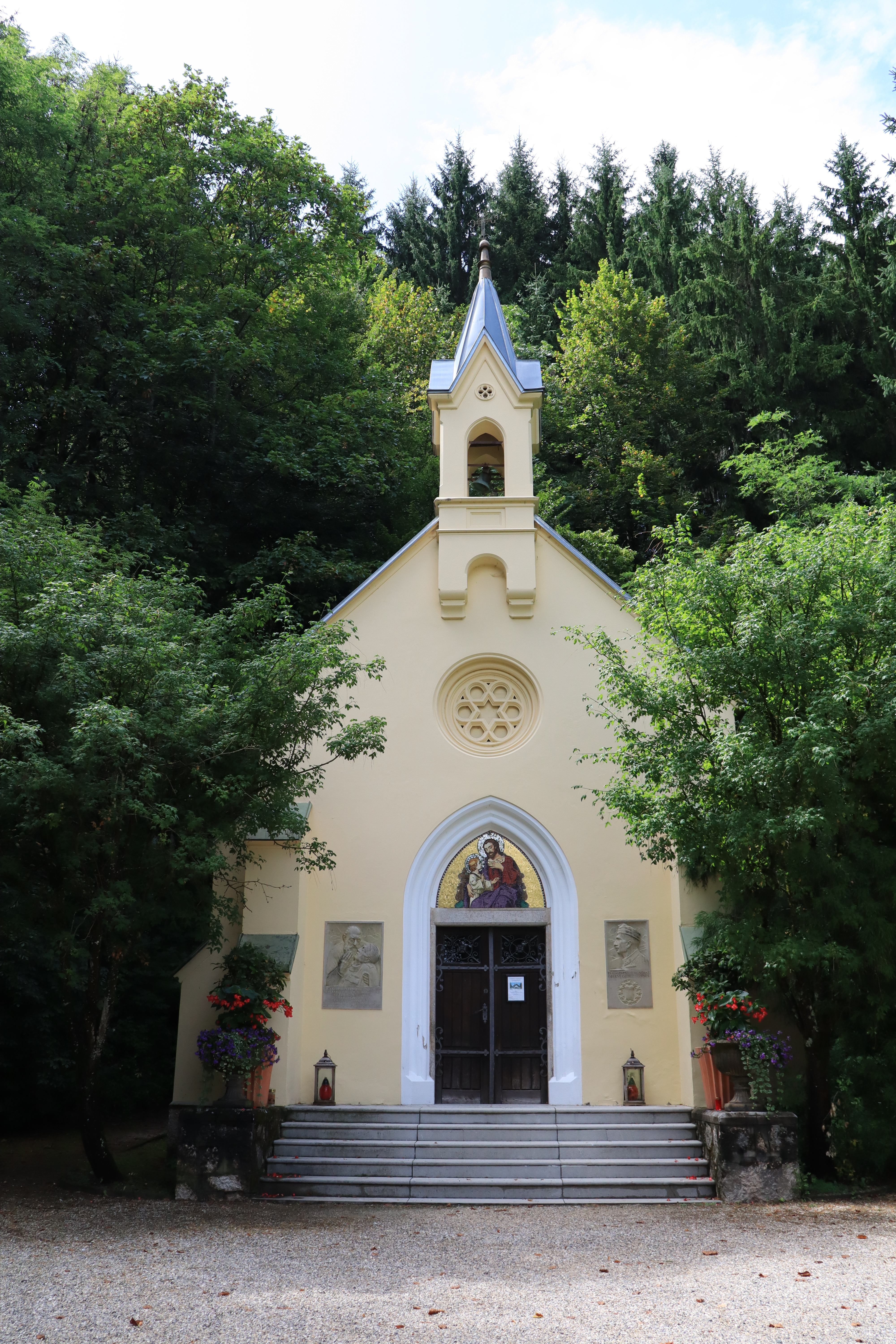
Warmbaderhof, Kapelle im Park
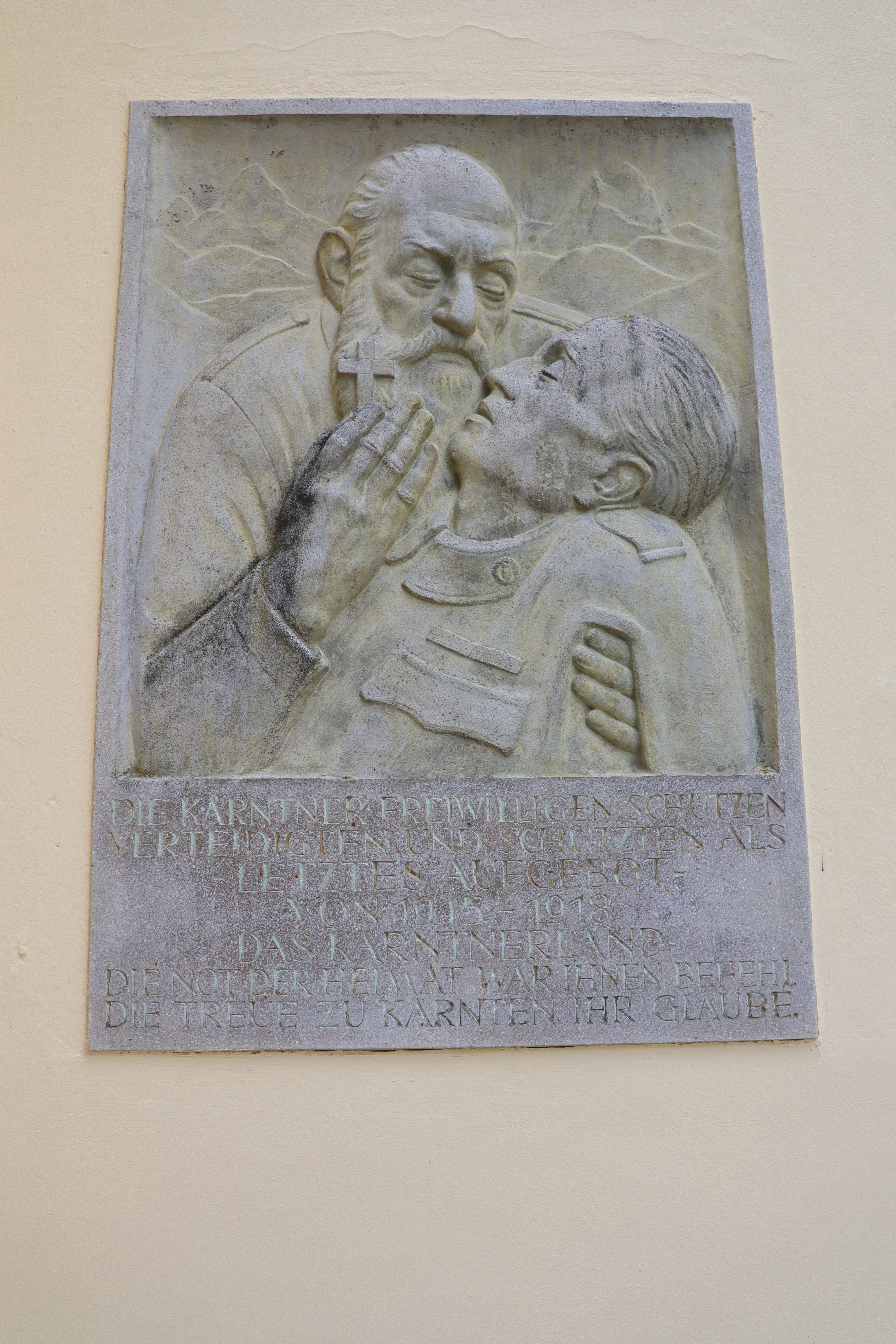
Warmbaderhof Kapelle im Park, Tafel linke Seite
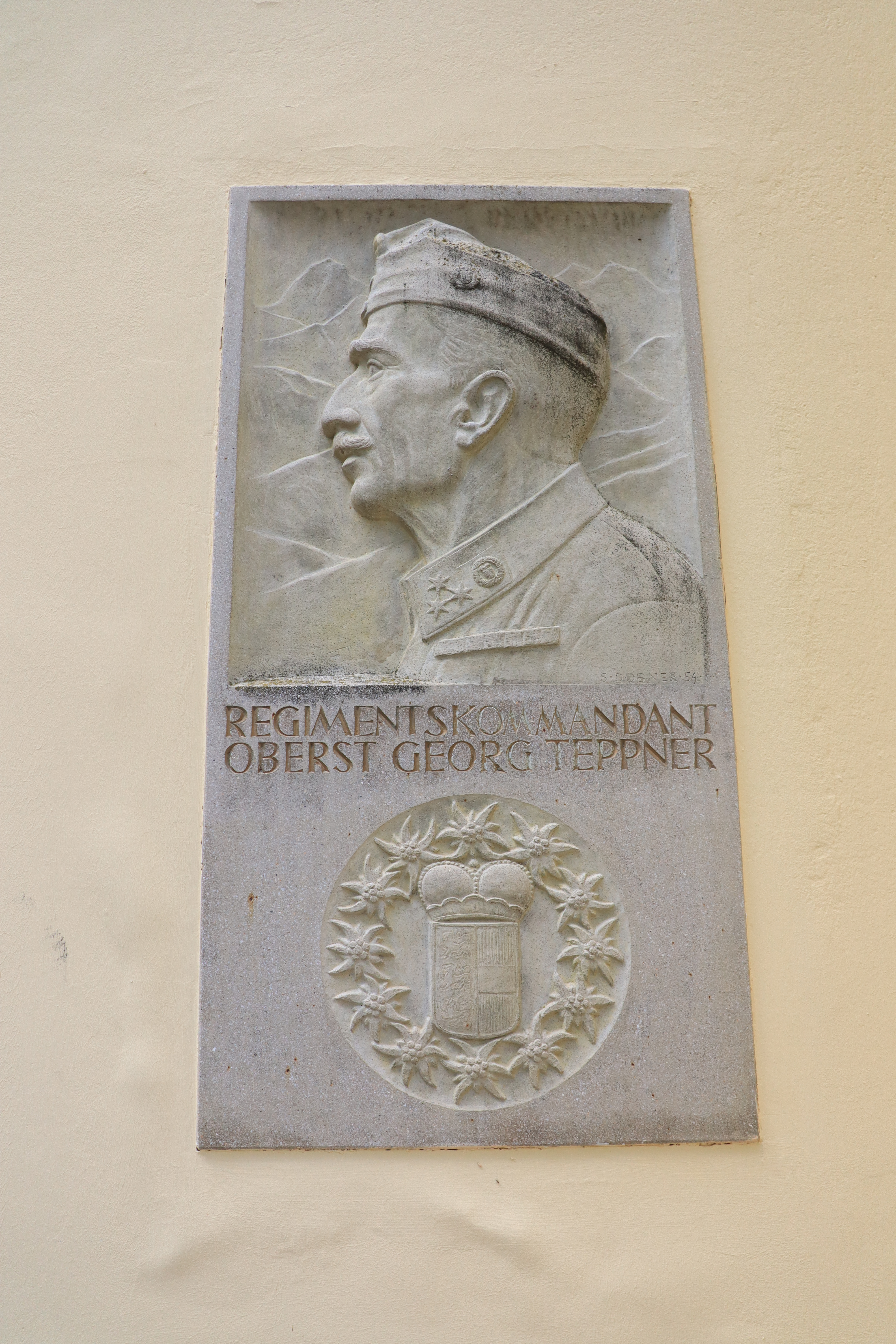
Warmbaderhof Kapelle im Park, Tafel rechte Seite